# چشمه نباتی
چشمه نباتی از جمله چشمه‌های شهرستان بویراحمد در استان کهگیلویه و بویراحمد است.
این چشمه در مرکز شهر یاسوج واقع است و دارای آب شیرین می‌باشد. این چشمه از جاذبه‌های گردشگری شهر یاسوج محسوب می‌شود در ناحیه چشمه نباتی پارکی واقع شده است